# Krivá
Pour les articles homonymes, voir Kriva.
Krivá est une commune du district de Dolný Kubín, dans la région de Žilina, en Slovaquie.

## Histoire
La première mention écrite de la localité date de 1575.

## Démographie

### Évolution de la population
| Année:               | 1994. | 2004.   | 2014.   | 2024.   |
| -------------------- | ----- | ------- | ------- | ------- |
| Nombre de personnes: | 756   | 794     | 800     | 795     |
| Différence:          |       | +5,02 % | +0,75 % | -0,62 % |

| Année:               | 2023. | 2024.   |
| -------------------- | ----- | ------- |
| Nombre de personnes: | 816   | 795     |
| Différence:          |       | -2,57 % |